# Mikrotom

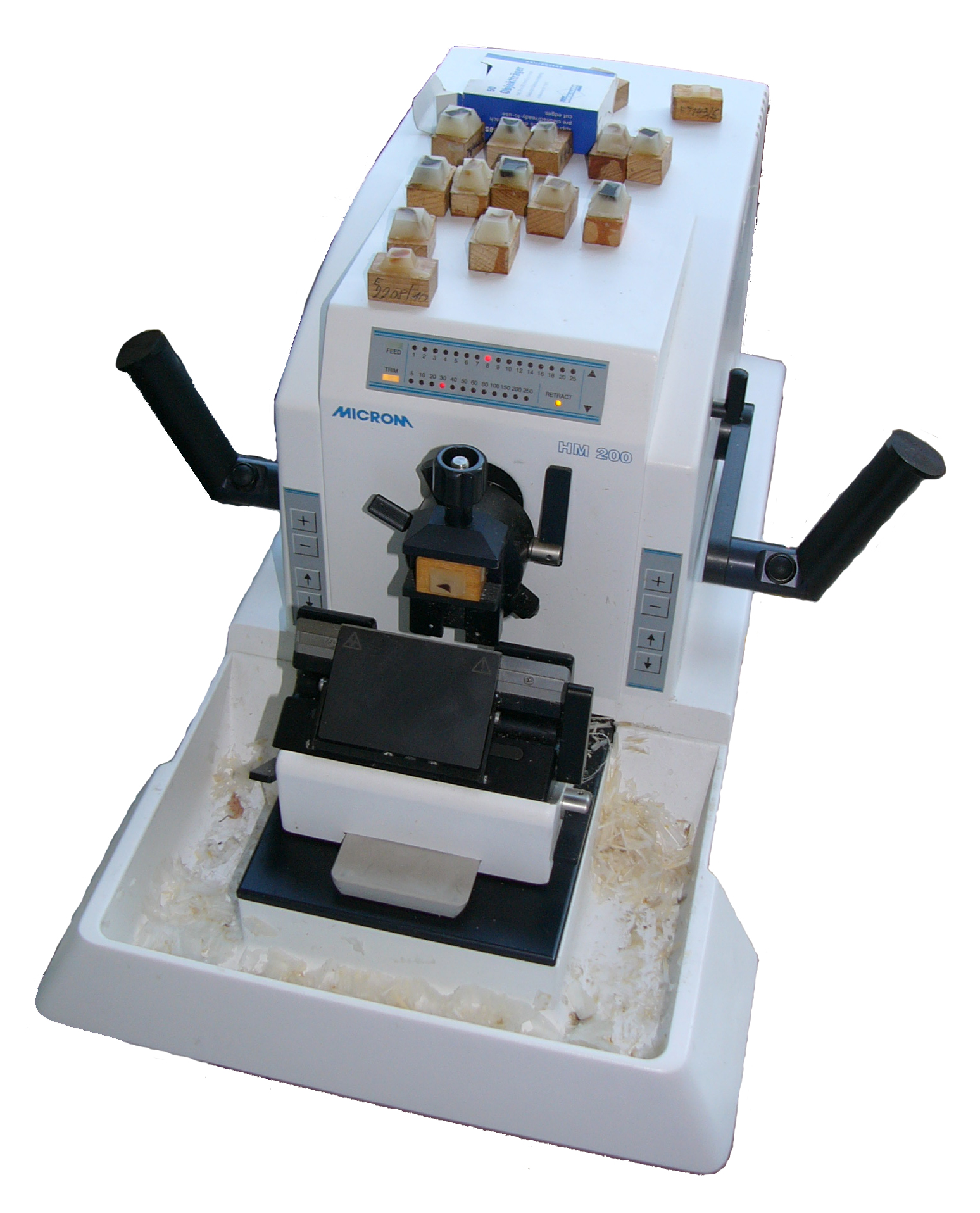
Mikrotom Microm HM 200

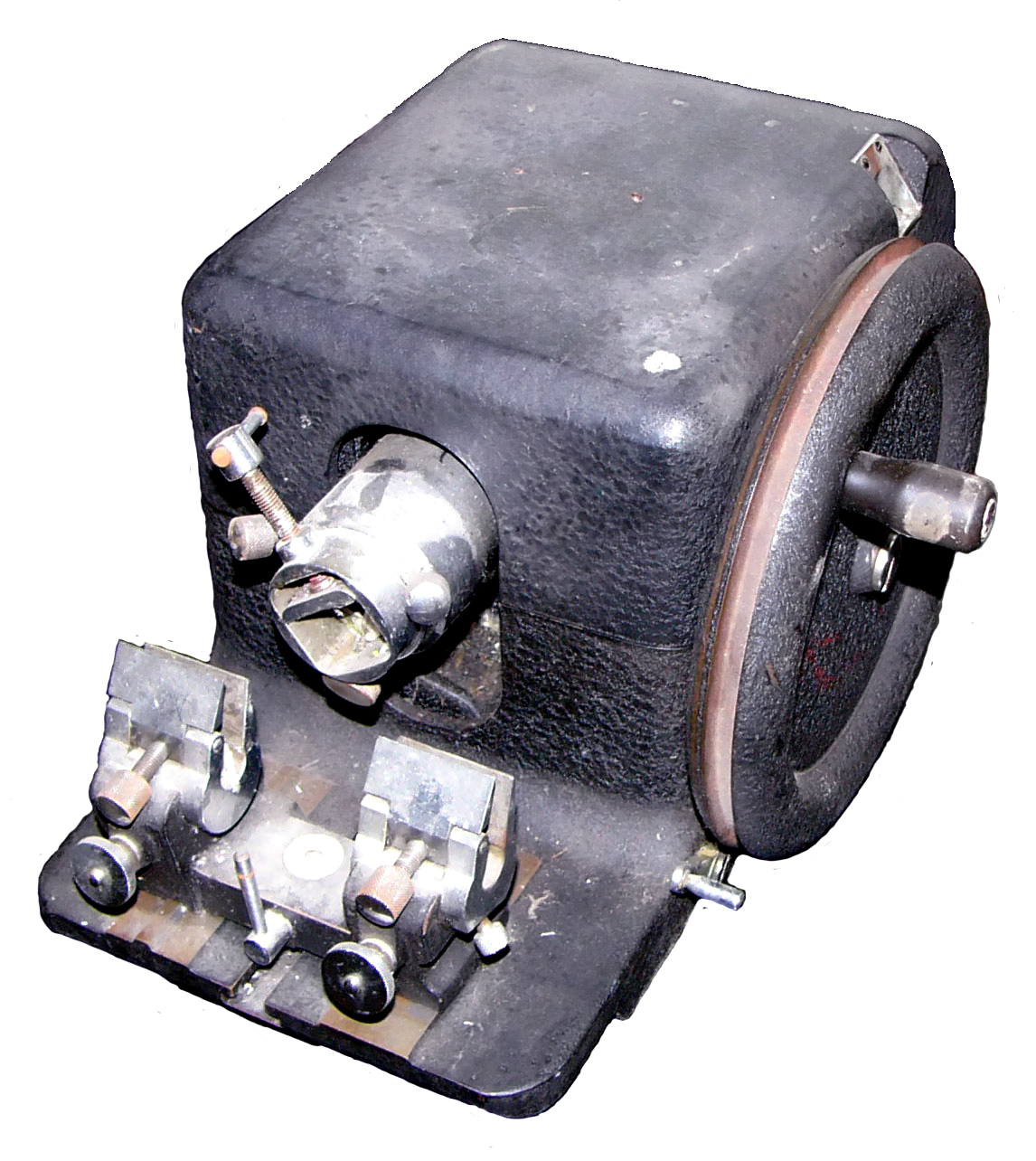
Mikrotom mechaniczny

Mikrotom – przyrząd służący do cięcia preparatów biologicznych na bardzo cienkie skrawki do obserwacji mikroskopowej. Mikrotomy mogą być całkowicie mechaniczne, lub półautomatyczne, gdzie wszelkie ustawienia i ruch ostrza są kierowane przez operatora, lub też bardzo zaawansowane, sterowane komputerowo, gdzie wszystkim zawiadują podzespoły elektroniczne. Większość mikrotomów ma stalowe ostrza, ale są też mikrotomy z ostrzem szklanym, powstałym z przełamania bloczku szklanego czy z ostrzem diamentowym. W mikrotomach stosuje się też cięcie laserem.
Najpopularniejsze typy i zastosowania dla mikrotomów to:
- Techniki histologiczne, w których tkanka podlegająca cięciu jest utwardzana poprzez wymianę w niej wody na parafinę. Następnie jest ona cięta na skrawki o grubości od 2 do 25 mikrometrów. Taki skrawek może być obserwowany bezpośrednio pod mikroskopem lub odpowiednio barwiony, zależnie od przeznaczenia.
- Kriosekcja, podczas której bogate w wodę próbki zamraża się (często w obecności krioprotektantów lub po zamianie w nich wody na podobne związki, w celu uniknięcia zniszczenia tkanki przez kryształy lodu), a następnie tnie na skrawki. Ta technika jest szybsza niż opisana histologiczna i często używa się jej jako szybkiej metody przygotowania próbki do natychmiastowej diagnozy. Kriosekcja może też być używana w immunohistochemii, jako że tak spreparowane próbki zachowują swoje właściwości biologiczno-chemiczne i mogą na przykład dawać reakcję z przeciwciałami.
- Mikroskopia elektronowa, do której próbki utrwala się w żywicy epoksydowej i później tnie na mikrotomie wyposażonym w szklane lub diamentowe ostrze na niezwykle cienkie skrawki (grubość od 60 do 100 nanometrów). Skrawki są zwykle barwione i badane w transmisyjnej mikroskopii elektronowej. Mikrotom do takich zastosowań nazywa się często ultramikrotomem.
- Mikrotom botaniczny, którego się używa dla twardych materiałów jak drewno, ale też kość czy skóra. Ostrza są tutaj bardziej masywne i nie uzyskuje się tak cienkich skrawków.
- Mikrotom laserowy